# Вилла Клюте (Изерлон)
Вилла Клюте (нем. Villa Klute) — дом в городе Изерлон, построенный в 1930 году архитектором Манфредом Фабером для фабриканта Карла Клюте; здание в стиле «Neue Bauen» является городским памятником архитектуры с 1988 года.

## История и описание
Вилла Клюте располагается по адресу улица An den Sieben Gäßchen, дом 9 в городе Изерлон (земля Северный Рейн-Вестфалия). Основное строение виллы представляет собой одноэтажное здание с плоской крышей и небольшой надстройкой. Оно было построено в 1930 году по проекту кёльнского архитектора Манфреда Фабера (нем. Manfred Faber, 1879—1944), погибшего в Освенциме в 1944 году. Исследователи отмечали влияние зданий, построенных германо-американскими архитекторами Эрихом Мендельсоном и Карлом Шнайдером (1892—1945), на архитектурные элементы здания в Изерлоне — оно спроектировано в соответствии с канонами архитектурного движения «Новое строительство» (Neues Bauen), характерными особенностями которого являлись простора внешнего дизайна и просторность помещений. Вилла строилась как резиденция изерлонского промышленника Карла Клюте. Гладкие оштукатуренные стены здания контрастируют с изгибами крыши-террасы и большим решетчатым окном в гостиной. Внутренние помещения виллы четко разделены на жилые и хозяйственные помещения. 16 мая 1988 года Вилла Клюте была внесена в список памятников архитектуры города Изерлон под номером 163 (LWL-Nr. 56).